# Nikita Petrowitsch Stupak
Nikita Petrowitsch Stupak (russisch Никита Петрович Ступак; * 3. Mai 1987) ist ein ehemaliger russischer Skilangläufer.

## Werdegang
Stupak startete im November 2008 in Werschina Tjoi erstmals im Eastern-Europe-Cup. Dabei belegte er den 12. Platz im Sprint. Sein erstes Weltcuprennen lief er im Januar 2009 in Rybinsk, welches er auf dem 46. Platz im Sprint beendete. Bei seinem zweiten Start im Weltcup im Februar 2011 in Rybinsk holte er mit dem 29. Platz im Sprint seine ersten Weltcuppunkte. In der Saison 2014/15 kam er im Eastern-Europe-Cup fünfmal unter die ersten Zehn. Dabei erreichte er im Februar 2015 in Rybinsk mit dem zweiten Platz im Sprint seine erste Podestplatzierung und errang zum Saisonende den siebten Platz in der Gesamtwertung. Zu Beginn der Saison 2015/16 holte er in Werschina Tjoi über 10 km klassisch seinen ersten Sieg im Eastern-Europe-Cup. Es folgte ein weiterer Sieg in Minsk über 10 km klassisch und ein zweiter Rang im Sprint in Syktywkar. Im Weltcup kam er bei fünf Teilnahmen, einmal mit dem 22. Platz im 50-km-Massenstartrennen in Oslo in die Punkteränge. Dies war seine beste Platzierung im Weltcup. Die Saison beendete er auf dem dritten Platz in der Gesamtwertung des Eastern-Europe Cups. In der folgenden Saison kam er im Eastern-Europe Cups viermal aufs Podium, darunter ein Sieg in Minsk über 15 km klassisch und erreichte damit den zweiten Platz in der Gesamtwertung. Im März 2017 wurde er bei den russischen Meisterschaften in Chanty-Mansijsk Zweiter im Sprint.

## Siege bei Continental-Cup-Rennen
| Nr. | Datum             | Ort            | Disziplin       | Serie              |
| --- | ----------------- | -------------- | --------------- | ------------------ |
| 1.  | 20. November 2015 | Werschina Tjoi | 10 km klassisch | Eastern Europe Cup |
| 2.  | 15. Januar 2016   | Minsk          | 10 km klassisch | Eastern Europe Cup |
| 3.  | 12. Januar 2017   | Minsk          | 15 km klassisch | Eastern Europe Cup |